# Vagón z Compiègne

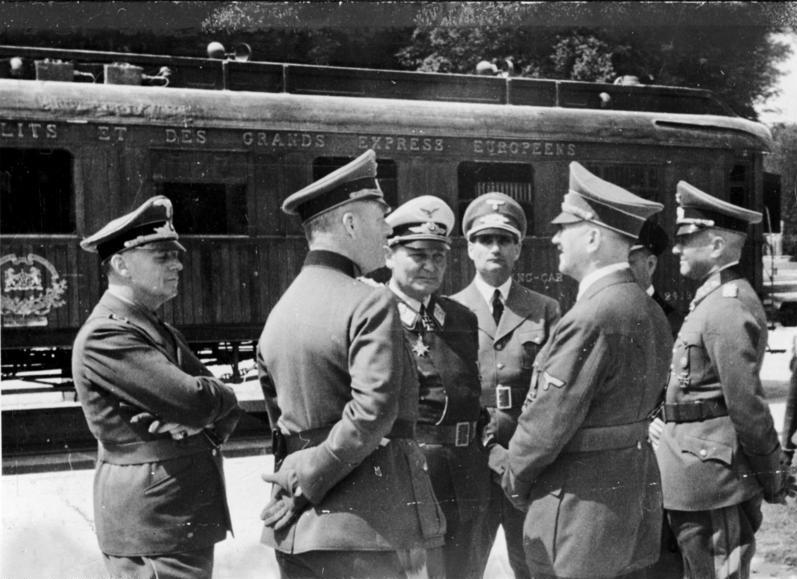
Zleva: Joachim von Ribbentrop, Wilhelm Keitel, Hermann Göring, Rudolf Hess, Adolf Hitler, v zákrytu Erich Raeder a Walther von Brauchitsch před železničním vozem (22. 6. 1940)

Vagón z Compiègne byl osobní železniční vůz 2419 D společnosti Compagnie Internationale des Wagons-Lits, ve kterém bylo podepsáno první i druhé příměří z Compiègne.
Poté, kdy bylo podepsáno v lese u Compiègne první příměří, byl vůz umístěn na čestném místě v pařížském Musée de l'Armée. Po druhém příměří byl vůz odvezen do Berlína, aby symbolizoval německou převahu nad Francií. V průběhu druhé světové války byl těžce poškozen, zdroje se liší v názoru na to, kde a kdy se tak stalo a kdo zkázu způsobil.

## Historie
Železniční vůz byl postaven v roce 1914 v Saint-Denis a jako jídelní vůz sloužil do srpna 1918. Pak byl rekvírován a upraven na štábní vůz maršála Foche, kterému sloužil od října 1918 do září 1919. Foch, jako vrchní velitel jednotek Dohody na západní frontě, podepsal 11. listopadu 1918 příměří s Německem, kterým skončily boje první světové války; zbylé Centrální mocnosti ukončily nepřátelství již dříve. Vagón byl poté navrácen společnosti Compagnie des Wagons-Lits a krátce sloužil jako jídelní vůz. V září 1919 byl darován do pařížského Musée de l'Armée a mezi lety 1921 a 1927 byl vystaven na dvoře Invalidovny. Na žádost starosty Compiègne a s podporou Američana Arthura Henry Fleminga byl vůz restaurován a navrácen do Compiègne. Zde byl umístěn v muzeu postaveném na Mýtině příměří (Clairière de l'Armistice), v areálu zbudovaném na místě podpisu dohody.

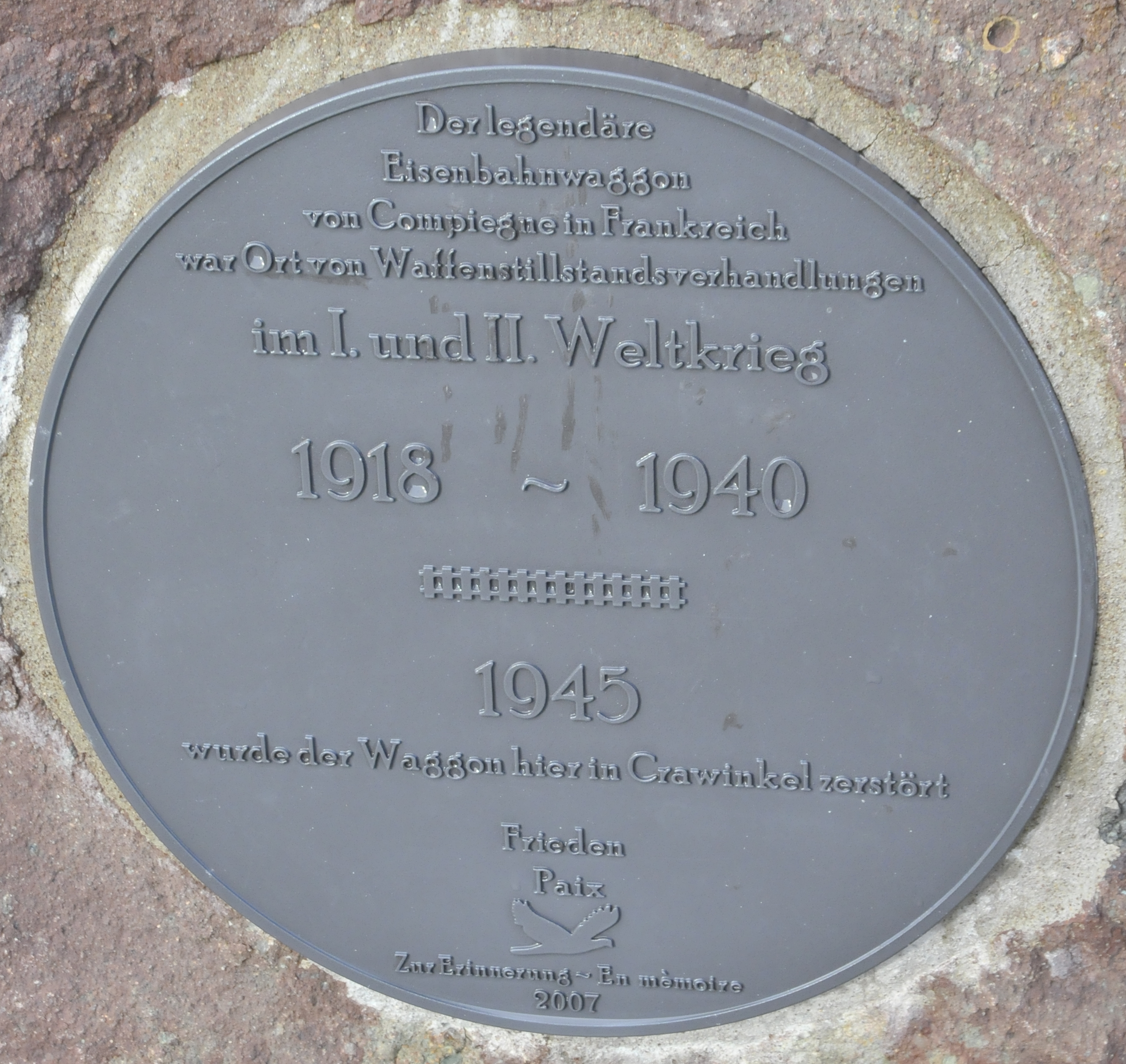
Památník u obce Crawinkel (2007)

Během druhé světové války nařídil Hitler navrátit vůz na stejné místo, aby tu mohlo být 22. června 1940 podruhé podepsáno příměří; tentokrát s Německem vítězícím. Vagón byl vytlačen z budovy a umístěn o pár metrů dále, poté byl odvezen do Berlína a o týden později vystaven v Berlínském dómu. V roce 1944 byl převezen do Durynska, odtud do Ruhly nakonec se ocitl poblíž rozsáhlého tunelového komplexu u obce Crawinkel v okrese Gotha. Před postupujícími americkými vojsky byl v březnu 1945 zapálen či vyhozen do povětří. I když očití svědkové z řad veteránů SS i civilistů tvrdí, že viděli letecký útok v dubnu 1944 nedaleko Ohrdrufu, má se za to, že vůz zničili příslušníci SS v roce 1945. 
Spodek vozu se zachoval a v 70. letech byl využit pro stavbu pracovního vozu. Definitivně byl sešrotován po poškození v roce 1986.